# Cantone di Mauzé-sur-le-Mignon
Il Cantone di Mauzé-sur-le-Mignon era una divisione amministrativa dell'arrondissement di Niort.
A seguito della riforma approvata con decreto del 18 febbraio 2014, che ha avuto attuazione dopo le elezioni dipartimentali del 2015, è stato soppresso.

## Composizione
Comprendeva i comuni di:
- Le Bourdet
- Mauzé-sur-le-Mignon
- Priaires
- Prin-Deyrançon
- La Rochénard
- Saint-Georges-de-Rex
- Saint-Hilaire-la-Palud
- Usseau